# TV Educativa da Bahia
TV Educativa da Bahia (mais conhecida como TVE Bahia) é uma emissora de televisão brasileira sediada em Salvador, capital do estado da Bahia. Opera no canal 10 (24 UHF digital), e é afiliada à TV Brasil. É mantida pelo Instituto de Radiodifusão Educativa da Bahia (IRDEB), órgão do Governo do Estado da Bahia que também é responsável pela rádio Educadora FM.

## História
A emissora foi inaugurada em 9 de novembro de 1985 pelo Instituto de Radiodifusão Educativa da Bahia (IRDEB), sendo a quinta emissora de televisão a entrar no ar no estado.
A TVE Bahia ganhou em 1995 sua primeira afiliada, a TV Cultura do Sertão, em Conceição do Coité. A emissora coiteense foi responsável por transmitir a programação da TVE para a cidade até 2017, quando cessou suas operações. Em 2002, a TV UESB foi inaugurada, também se afiliando à TVE Bahia. Em 2003, o sinal da TVE passa a ser retransmitido pela TV Valente, no município de Valente. A emissora, no entanto, foi retirada do ar pela ANATEL em 2007.
Em 2007, com a criação da TV Brasil, a emissora passou a transmitir a programação da mesma em misto com a TV Cultura. Em 2009, porém, deixou a emissora paulista e passou a exibir integralmente a programação da rede controlada pela EBC.
Em 2019, a emissora iniciou um processo de digitalização do seu sinal no interior do estado. Algumas das primeiras 58 cidades a receberem o sinal foram Feira de Santana, Guanambi, Ipiaú e Ipirá. O processo continua em 2020. No mesmo ano, a emissora se afiliou ao Canal Futura, cuja parceria durou três anos.
Em 2025, a emissora passou a transmitir a programação da mesma na nova parabólica digital no canal 222 do satélite Star One D2 pelo sistema SAT HD Regional da Embratel em todo o Brasil.

## Sinal digital
| Canal virtual | Canal digital | Resolução de tela | Programação                                    |
| ------------- | ------------- | ----------------- | ---------------------------------------------- |
| 10.1          | 24 UHF        | 1080i             | Programação principal da TVE Bahia / TV Brasil |
| 10.2          | 24 UHF        | 1080i             | TV Educa Bahia / Canal Futura                  |
| 10.3          | 24 UHF        | 480i Widescreen   | TV Kirimurê / TVT                              |
| 10.4          | 24 UHF        | Rádio FM          | Educadora FM                                   |

Logotipo utilizado pela emissora de 2013 a 2022.

A emissora iniciou os testes do seu sinal digital em julho de 2013, e o inaugurou oficialmente em 17 de dezembro de 2013. A emissora disponibilizava seu sinal em 1080i no canal 2.1 e em 480i pelo 2.2.
Em janeiro de 2014, ganhou autorização do Ministério das Comunicações (MiniCom) para operar o Canal da Cidadania, visando ceder duas faixas de frequência do sinal digital (multiprogramação) para televisão comunitária, sendo a primeira emissora de TV do país a operar este sistema, que foi regulamentado em 2012.
Em 21 de maio de 2015, a emissora substituiu a retransmissão em definição padrão (SD) do sinal da TVE Bahia pelo sinal da TV Escola, no canal 2.2. Em 28 de julho, a emissora alterou seu canal virtual, passando do 2.1 para o 10.1. Em 14 de fevereiro de 2017, o canal 10.2 deixou de veicular a programação da TV Escola e passou a exibir a programação da TV Kirimurê, canal da Organização Filhos do Mundo (FEME), com a programação local e a própria TV Escola.

### Transição para o sinal digital
Com base no decreto federal de transição das emissoras de TV brasileiras do sinal analógico para o digital, a TVE Bahia cessou suas transmissões pelo canal 02 VHF em 26 de julho de 2017, dois meses antes da data prevista no cronograma oficial da ANATEL (27 de setembro). A emissora encerrou suas transmissões à 0h00, deixando apenas o seu sinal digital no ar.

## Programas
Atualmente, além de transmitir programas da TV Brasil, a TVE Bahia produz e exibe os seguintes programas:
- Bem Bahia: Variedades, com Vânia Dias;
- Giro Nordeste: Jornalístico, com Juraci Santana;
- Palco TVE: Musical;
- Rural Produtivo: Jornalístico rural, com Karoline Meira;
- TVE Entrevista: Jornalístico, com Bob Fernandes;
- TVE Esporte: Jornalístico esportivo, com Valter Lima e Juliana Lisboa;
- TVE Notícias: Telejornal, com Jhonatã Gabriel;
- TVE Revista: Telejornal, com Raoni Oliveira;

### Transmissões especiais
- Campeonato Baiano de Futebol[18]
- Campeonato Baiano de Futebol - Segunda Divisão
- Copa 2 de Julho Sub-15 - Masculino[22]
- São João da Bahia[23]